# Tuniski dinar
Tuniski dinar (tuniški dinar, ISO 4217: TND) je službeno sredstvo plaćanja u Tunisu. Označava se simbolom DT, a dijeli se na 1000 milima.

Dinar je uveden 1960. godine, kada je zamijenio tuniski franak, i to u omjeru 1 dinar za 1000 franaka.

U optjecaju su kovanice od 5, 10, 20, 50 i 100 milima, te 1/2, 1, i 5 dinara, i novčanice od 5, 10, 20, 30 i 50 dinara.
| Yahoo! Finance: | AUD CAD CHF EUR GBP HKD JPY USD |
| XE.com:         | AUD CAD CHF EUR GBP HKD JPY USD |